# Le Robert
Le Robert is een gemeente in Martinique en telde 21.913 inwoners in 2019. De oppervlakte bedraagt 47,3 km². Het ligt ongeveer 16 km ten westen van de hoofdstad Fort-de-France. Er liggen 10 eilandjes aan de Baie du Robert.

## Geschiedenis
De plaats was in 1694 gesticht door Jean-Baptiste Labat als Cul-de-Sac. De naam Le Robert kan verwijzen naar een leider van de Cariben, maar de oorsprong is onzeker. In 1793, tijdens de Franse Revolutie, werd bij het dorp Vert-Pré het leger van de koning verslagen door republikeinse troepen onder leiding van  Donatien de Rochambeau. In 1809 landde in Le Robert 8.000 Britse troepen onder leiding van Thomas Cochrane en veroverden Martinique. In 1837 werd de gemeente opgericht. De economie is voornamelijk gebaseerd op visserij en bananenteelt.

## Eilanden
De Baie du Robert heeft uitgebreide koraalriffen en tien eilandjes. De baai is populair bij snorkelaars en duikers. Het ligt aan de kant van de Atlantische Oceaan, maar door het riffen heeft het rustig water. De eilanden in de baai zijn:
- Îlet Madame is een eiland van 2,86 hectare dat op een afstand van 400 meter van Pointe la Rose ligt. Het eiland heeft een groot witzandstrand, maar geen voorzieningen.[8]
- Îlet à Eau
- Îlet aux Rats. Het is ratteneiland genoemd omdat het lijkt op een hoofd van een rat.[7]
- Îlet Boisseau
- Îlet Channel. Het grootste eiland met een oppervlakte van 70 hectare.
- Îlet La Grotte
- Îlet Loup Garou
- Îlet Petit Piton
- Îlet Petit Vincent
- Îlet Petite Martinique

## Galerij

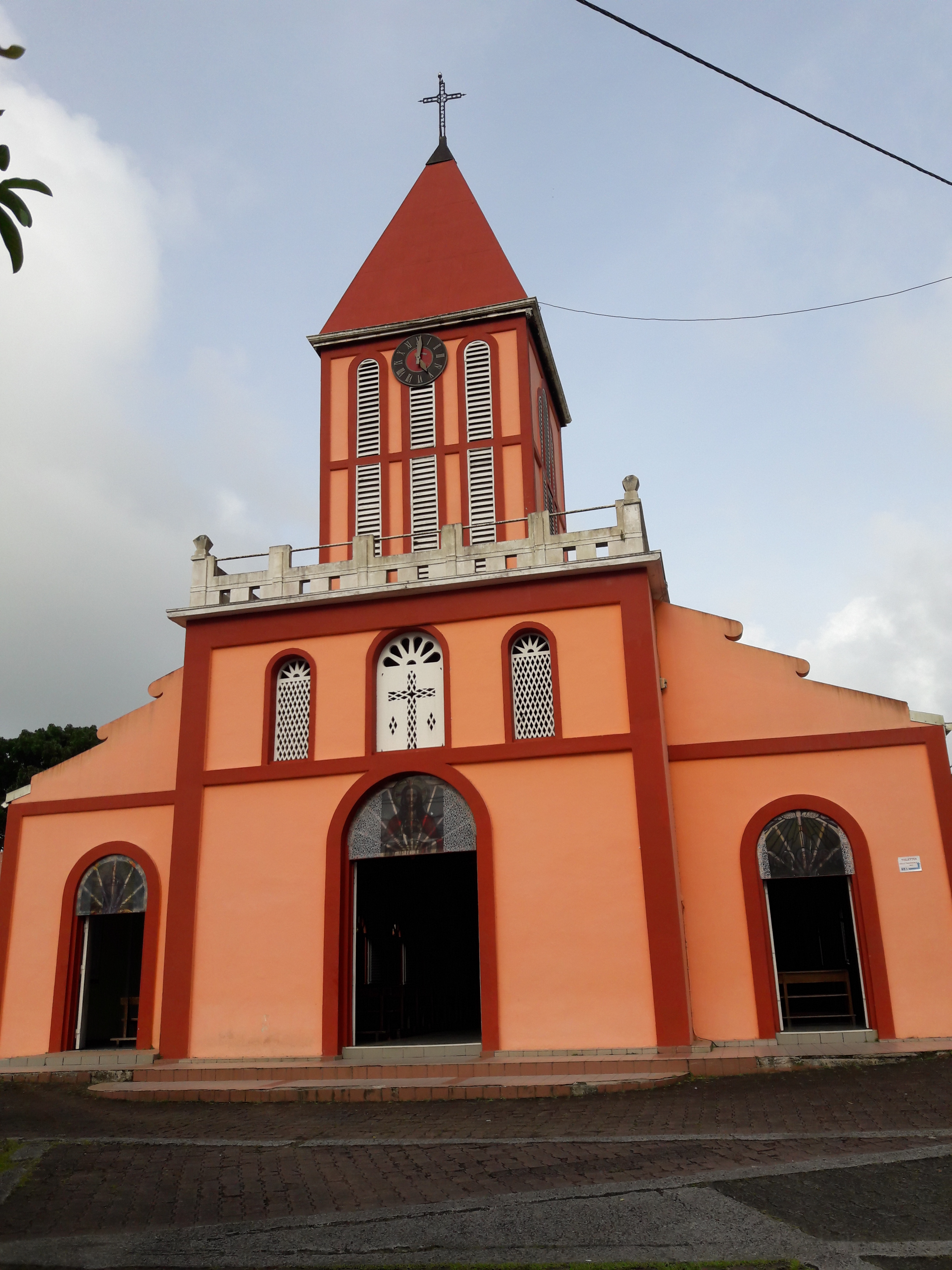
Sainte Jeanne d’Arc du Vert-Pré-kerk
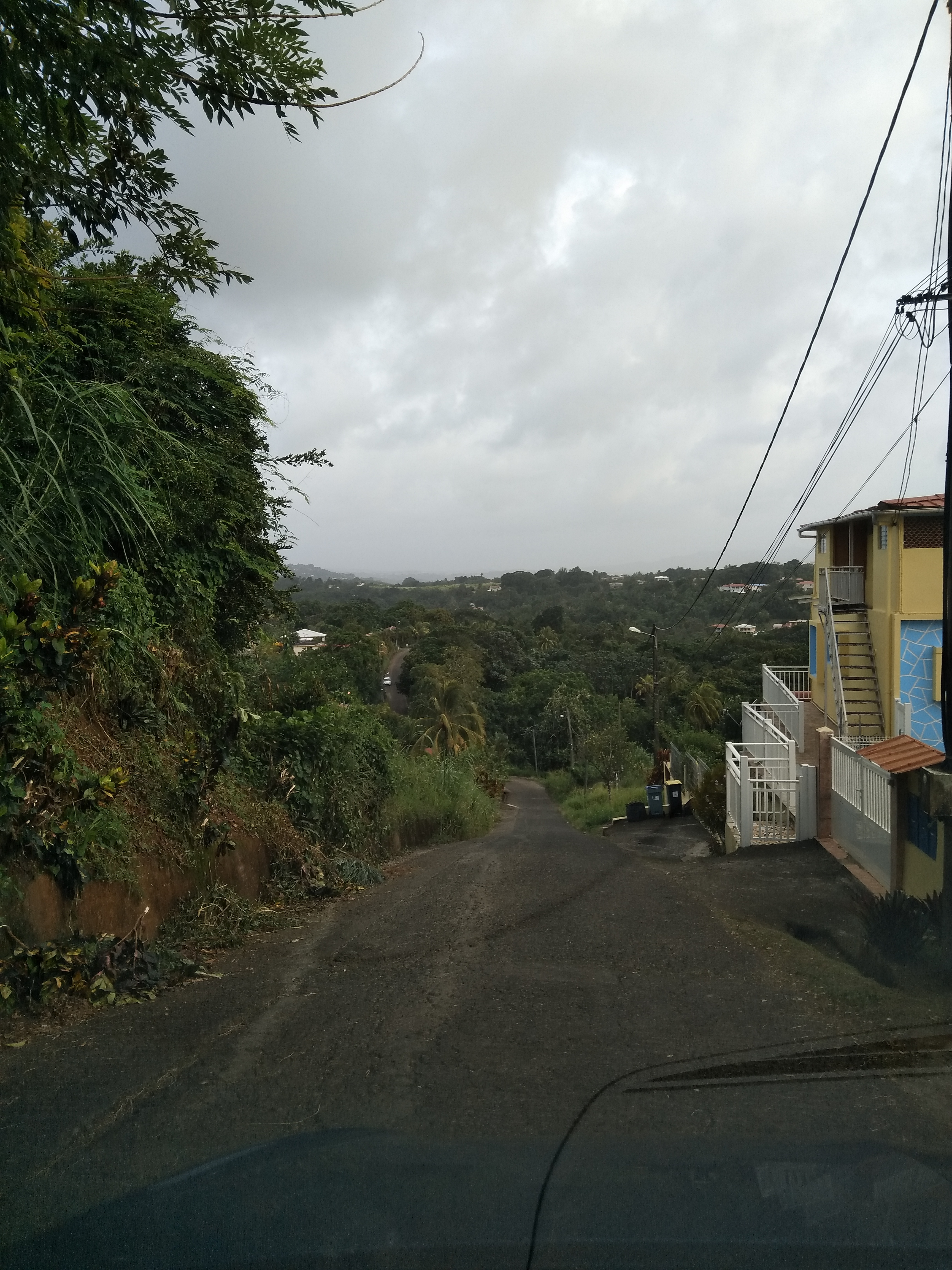
Straat in Vert-Pré
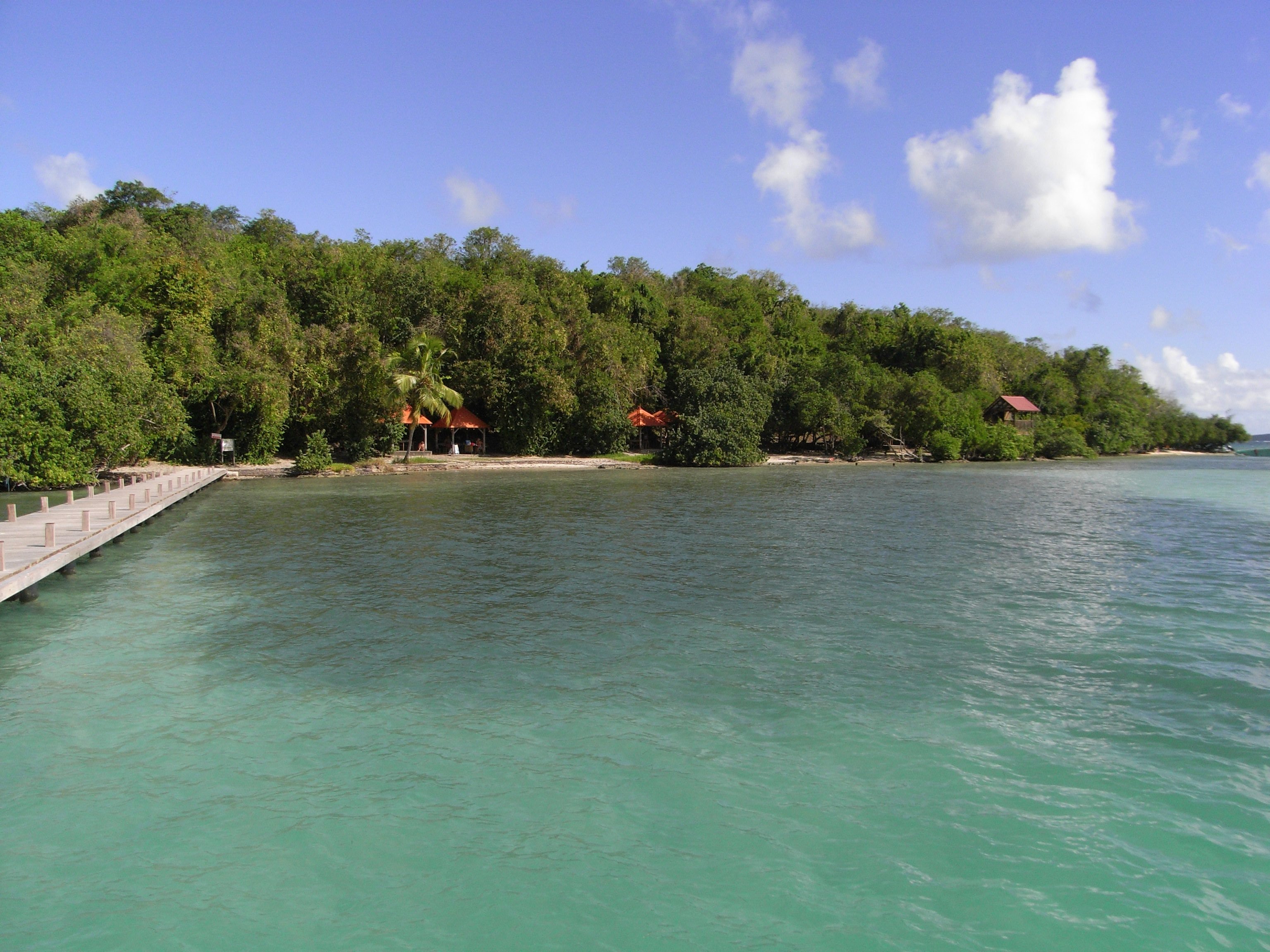
Het eiland Îlet Madame
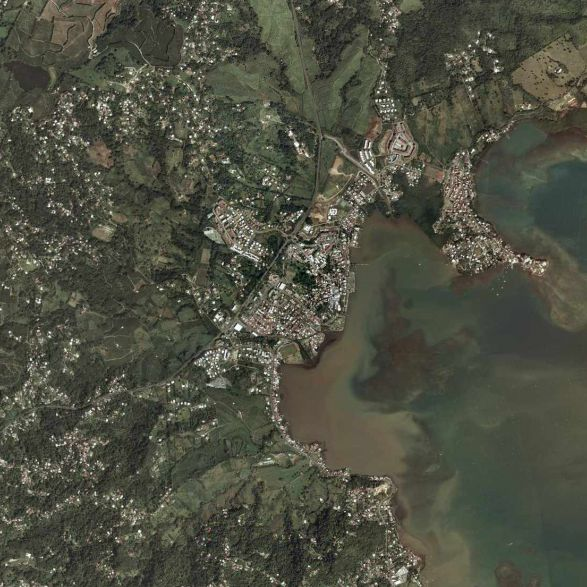
Luchtfoto van Le Robert